# Domínio de Funai
Domínio de Funai (府内藩, Funai-han) era um Han do período Edo da história do Japão . Localizava-se na província de Bungo , na atual Oita , na ilha de Kyushu .

## História
Funai tinha sido o castelo do clã Ōtomo , no entanto, Toyotomi Hideyoshi o confiscou de Ōtomo Yoshimune . Em 1600, Takenaka Shigetoshi , o primo de Takenaka Shige (Hanbei), recebeu o Castelo de Funai , e a terra avaliado em 20.000 koku , pois este havia mudado de lado durante a campanha de Sekigahara passando a apoiar Tokugawa Ieyasu. O domínio foi então dado a Hineno Yoshiaki em 1634, no entanto, como ele morreu sem herdeiros, o domínio foi dado ao Clã Matsudaira (Ogyū). O clã Matsudaira governou Funai até a Restauração Meiji .

## Lista de Daimyōs
- - Clã Takenaka, 1603-1634 (Tozama; 20,000 koku) [2]

1. Shigetoshi
2. Shigeyoshi

- - Clã Hineno, 1634-1656 (Tozama; 20,000 koku) [3]

1. Yoshiaki

- - Clã Matsudaira (Ogyū), 1656-1871 (Fudai; 21,000 koku) [4]

1. Tadaaki
2. Chikanobu
3. Chikayoshi
4. Chikasada
5. Chikanori
6. Chikatomo
7. Chikayoshi
8. Chikakuni
9. Chikanobu
10. Chikayoshi